# Лакушия
45°20′ пн. ш. 17°49′ сх. д. / 45.34° пн. ш. 17.81° сх. д.
Лакушия (хорв. Lakušija) — населений пункт у Хорватії, у Пожезько-Славонській жупанії у складі міста Плетерниця.

## Населення
Населення за даними перепису 2011 року становило 78 осіб.
Динаміка чисельності населення поселення:

## Клімат
Середня річна температура становить 11,17 °C, середня максимальна – 25,66 °C, а середня мінімальна – -6,10 °C. Середня річна кількість опадів – 794 мм.
| Клімат поселення                              | Клімат поселення | Клімат поселення | Клімат поселення | Клімат поселення | Клімат поселення | Клімат поселення | Клімат поселення | Клімат поселення | Клімат поселення | Клімат поселення | Клімат поселення | Клімат поселення | Клімат поселення |
| Показник                                      | Січ.             | Лют.             | Бер.             | Квіт.            | Трав.            | Черв.            | Лип.             | Серп.            | Вер.             | Жовт.            | Лист.            | Груд.            |                  |
| Середній максимум, °C                         | 5,88             | 8,27             | 12,85            | 17,38            | 22,59            | 25,66            | 25,54            | 24,76            | 20,64            | 15,39            | 9,60             | 5,56             |                  |
| Середня температура, °C                       | −0,1             | 2,28             | 6,87             | 11,38            | 16,59            | 19,66            | 21,51            | 20,71            | 16,59            | 11,37            | 5,59             | 1,50             |                  |
| Середній мінімум, °C                          | −6,1             | −3,72            | 0,86             | 5,39             | 10,59            | 13,68            | 17,50            | 16,70            | 12,59            | 7,31             | 1,54             | −2,5             |                  |
| Норма опадів, мм                              | 50               | 49               | 50               | 60               | 74               | 98               | 70               | 68               | 58               | 72               | 81               | 64               |                  |
| Середньомісячна швидкість вітру, м/с          | 1.85             | 2.10             | 2.40             | 2.34             | 2.10             | 1.94             | 1.90             | 1.72             | 1.70             | 1.74             | 1.83             | 1.90             |                  |
| Середньомісячна сонячна радіація, кДж/м²·день | 4269             | 6973             | 10842            | 15282            | 19228            | 21307            | 22250            | 20249            | 14872            | 9193             | 4828             | 3558             |                  |
| --------------------------------------------- | ---------------- | ---------------- | ---------------- | ---------------- | ---------------- | ---------------- | ---------------- | ---------------- | ---------------- | ---------------- | ---------------- | ---------------- | ---------------- |
| Джерело:                                      |                  |                  |                  |                  |                  |                  |                  |                  |                  |                  |                  |                  |                  |